# Raphael Llanos-Farfan
Raphael Llanos-Farfan (Brema, 5 luglio 1982) è un ex giocatore di football americano e allenatore di football americano tedesco, che ha giocato come offensive lineman.

## Palmarès
- 1 World Games (2005)
- 1 Eurobowl (Braunschweig Lions, 2003)
- 2 German Bowl (Braunschweig Lions, 2005, 2006)